# Râul Gura Voii
Râul Ardeu este un curs de apă, afluent al râului Geoagiu.  

## Hărți
- Harta județului Hunedoara
- Harta munților Apuseni